# 林翀鶴
林翀鶴（1863年—1932年），字祐安，號一朴山人，福建省晉江縣執節鋪人，由附生中式光緒三十年甲辰恩科會試第154名貢士，未殿試。

## 生平[2][3]
生於清同治二年(1863)，昆仲四人，排行第二。他是光緒二十年甲午科舉人，中會試年已四十多。他宦途不順，早年進秀才，後來在一次清源書院學生反對知府的「洪堂」(鬧學潮)事件中，他身任齋長(班長)，追究帶頭責任，被知府申報學台把他「開革」(開除學籍)了。以後重新再考，一步一步考上，巳時隔多年，白髮初生。發榜時自以為不會中，會試未待發榜便返閩，發榜後已不及參加殿試。本來可以等候下一科再考，不料科舉一廢，從此末科未殿試的貢士永遠失去補試的機會。
其與四弟林騷同科中式，其家豎有：「同懷同榜登第」一匾。其父林霽，縣廩生，是一位著名的衙門師爺，寫得一手好顏體字，現存洛陽橋蔡襄祠的四塊石刻詩碑，就是他的作品。翀鶴在清代末科人士中，算是年長資深，因此許多事都找上他。辛亥革命後新舊交替，泉州地方不靖，大家推他為治安會長，以後也靠教書賣文為生。他的書法水平很高，弘一法師入閩後曾對他的遺墨大加讚賞： 「斯人若居通都大邑，則書名大振矣。」。
翀鶴為人忠厚，早些頗有稜角。及至年老資深，漸覺模稜畏事。民國十幾年（1920s）之時，有紳士某被人控告，首名控告者為林翀鶴。某與林素稔，找林面詢究竟。林實不知其情，乃另一某紳士與某有隙，借林之威望列為首控者，自己列第二名。林被面詢後很抱歉，某要求他撤回名字，他又怕某紳力強，不敢得罪。乃想出一個辦法，對某說，你也去反控告吧，也把我列首名就是了。如此和稀泥，某體諒了他，大笑而去。
翀鶴為人忠厚，勤謹儉樸。自進秀才後，在泉州梅石書院設館教學，學員負笈來從甚多，多所成就。辛亥後，新舊交替，地方不靖，推為保安會長。民國元年(1912年)聘為明新小學堂名譽校長，五年(1916年)，任泉州中學堂校長，十四年(1925年)任泉州國學專修書院院長。翀鶴擅書法，尤長行書。民國21年(1932)，翀鶴病逝，年69歲。